# Ікшиця
І́кшиця (рос. Икшица) — село у складі Чернишевського району Забайкальського краю, Росія. Адміністративний центр та єдиний населений пункт Ікшицького сільського поселення.

## Населення
Населення — 260 осіб (2010; 340 у 2002).
Національний склад (станом на 2002 рік):
- росіяни — 99 %